# Cubocephalus scorteus
Cubocephalus scorteus là một loài tò vò trong họ Ichneumonidae.